# СТ Україна (Торонто)
СТ «Україна» (Спортове товариство «Україна»; Sports Association Toronto Ukrainians) — українське спортивне товариство з канадського міста Торонто.
Товариство заснували 30 червня 1948 року українські емігранти, які опинилися в Канаді. Спершу мало назву СК «Скала»
Кольори команди є червоний і чорний, аналогічні Прапору УПА і жовтий, аналогічний збірній України з футболу.
Команда «Торонто Юкрейніенс» є 6-разовим чемпіоном Канади.

## Історія
Невелика група ентузіастів спорту, що навесні 1948 року прибула до Канади, зустрілася 16 квітня того ж року в залі товариства «Просвіта» в Торонто і вирішила, що українська громада в цьому канадському місті повинна і мусить мати своє спортивне представництво. До створення спортивного товариства долучилися два десятки осіб, що були свідомі факту: однією з дуже важливих ділянок життя народу чи навіть його маленької гілки (як наприклад, еміграція) є спортовий рух — головний засіб для плекання фізично і духовно здорової молоді.
Таким чином навесні 1948 року почав діяти при товаристві «Просвіта» гурток «Скала», засновником якого став гурт ініціативної молоді під проводом Василя Бойчука. Дуже швидко звістка про цю подію поширилася мільйонним Торонто. Молоді люди горнулися до організованого спортивного життя. І після двомісячного існування «Скали» 30 червня скликано збори, на яких гурток перейменовано на Спортивне товариство «Україна», чинним головою якого став 26-річний Василь Бойчук, народжений у Снятинському повіті, що на Івано-Франківщині, а заступником обрали знаного перед війною футболіста зі Стрия Олександра Держка.
Серед найбільших успіхів СТ «Україна»:
- Волейбол — чемпіон Канади і володар Кубка країни (1975), до збірної залучалися І. Ігнатович і В. Росоха. Жіноча команда шість разів вигравала чемпіонат канадської ліги.
- Баскетбол — чемпіон Торонто (1958).
- Шахи — І. Теодорович-Сук (чотириразовий чемпіон провінції Онтаріо), бронзовий призер чемпіонату Канади (1955). Д. Кулик — чемпіон Торонто (1957). Р. Туркевич — переможець міжнародного турніру в Торонто (1965).
- Футбольна команда СТ «Україна» успішно виступала в Національній Соккер-Лізі[1] до 1981 року. У цей період команда виховує багатьох зірок футболу, таких як Остап Стецьків, Волт Закалюжний та Мирон Береза, який грав за національну збірну з футболу.

За час свого існування футбольний клуб СТ «Україна» зіграв міжнародні товариські матчі з такими командами, як Хартс, Рейнджерс, Тоттенхем, Вест Бромвіч Альбіон, Адміра Відень, Рапід Відень та Вакер Відень.

## Досягнення
- Канадська національна футбольна ліга
  -  переможець плей-оф NSL: 5

1951, 1953, 1961, 1963, 1964:
- - фіналіст плей-оф NSL: 1

1965
- - чемпіон NSL: 6

1953, 1954, 1955, 1964, 1965, 1966
- - віце-чемпіон NSL: 1

1962

## Відомі колишні гравці
- Мирон Береза
- Остап Стецьків
- Волт Закалюжний